# Najiya Thamir
Najiya Thamir ou Néjia Thameur, également connue sous le nom de Bint al-Waha, née le 15 mars 1926 à Damas et morte en 1988 à Tunis, est une écrivaine et productrice syro-tunisienne de programmes radiophoniques.

## Biographie
Née en 1926 à Damas, d'un père d'origine turque, elle suit son cursus primaire à Baalbek au Liban, et son cursus secondaire puis universitaire à Damas. Elle s'installe à Tunis après son mariage et y travaille pour la radio tunisienne en tant que productrice de programmes littéraires et sociaux.
Membre de l'Union des écrivains tunisiens, elle est également l'auteure d'essais, de nouvelles, de pièces radiophoniques et de romans. Elle devient une icône dynamique dans les milieux intellectuels du monde arabe, en particulier grâce à la publication dans plusieurs journaux tunisiens et arabes d'articles consacrés aux droits des femmes dans les sociétés arabes.

## Publications
- (ar) Justice du ciel, Tunis, Maison orientale du livre, 1956
- (ar) Nous voulions la vie, Tunis, Maison orientale du livre, 1956
- (ar) Conversation et leçons, Tunis, Maison orientale du livre, 1972
- (ar) Les Histoires de ma grand-mère, Tunis, Société tunisienne de diffusion, 1973
- (ar) Les Rides, Tunis, Maison arabe du livre, 1978